# 朱永植
朱 永植（朱 英植、チュ・ヨンシク、朝鮮語: 주영식、1942年10月20日 - ）は、朝鮮民主主義人民共和国の政治家。朝鮮労働党中央委員会委員、朝鮮労働党軍需工業部長(推定)。慈江道党委員会責任書記、平壌直轄市党委員会書記などを歴任した。

## 経歴
1942年に日本統治下の平安南道で生まれた。1986年に平壌直轄市党委員会書記に任命され、1990年に建設師団の政治部長に転じた。2000年に平壌市党書記に戻り、2010年9月28日に開催された朝鮮労働党第3回党代表者会で、朝鮮労働党中央委員会委員に選出された。同年10月に慈江道党委員会責任書記に任命され、2011年12月に金正日総書記が死去した際には、国家葬儀委員会委員に選ばれた。2012年2月に慈江道党委員会責任書記を解任されたが、2014年3月に最高人民会議第13期代議員に選出された。2016年5月9日に開催された朝鮮労働党第7次大会で朝鮮労働党中央委員会委員に再選され、2017年10月7日に開催された朝鮮労働党中央委員会第7期第2回総会で、党中央委員会部長に任命された。担当部署は李万建の後任として、軍需工業部長に就いたと推測される。

## 参考サイト
- 북한정보포털

| 先代朴道春 | 慈江道党委員会責任書記2010年 - 2012年 | 次代柳英燮 |